# Las extraordinarias aventuras de Cabeza de Piedra
Las extraordinarias aventuras de «Cabeza de Piedra»  (italiano: Straordinarie avventure di Testa di Pietra) es una novela de aventuras del escritor italiano Emilio Salgari. Fue publicada en 1911.

## Trama
A «Cabeza de Piedra» y «Petifoque» les encomiendan la peligrosa misión de llevar unas instrucciones muy urgentes a las tropas americanas que se encuentran cerca del lago Champlain. Para llegar allí tendrán que atravesar un territorio muy peligroso infestado de indios. Pero eso no será el único peligro al que se tendrán que enfrentar ya que el Marqués de Halifax tiene intención de aprovechar la ocasión de vengarse de su hermanastro y de sus fieles compañeros.
- Datos: Q3975851